# Stropharia halophila
Stropharia halophila är en svampart som beskrevs av Pacioni 1988. Stropharia halophila ingår i släktet kragskivlingar och familjen Strophariaceae.  Artens status i Sverige är: Ej påträffad. Inga underarter finns listade i Catalogue of Life.